# Niels Pedersen Mols

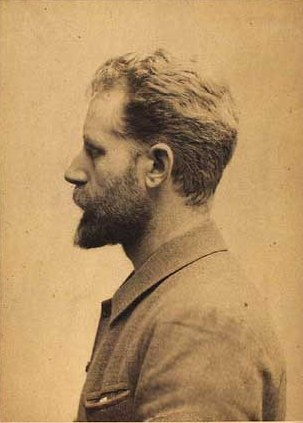
Niels Pedersen Mols.

Niels Pedersen Mols, född den 27 mars 1859 i Grumstrup mellan Skanderborg och Horsens, död den 25 oktober 1921 i Köpenhamn, var en dansk målare. 
Mols, som var torparson, sattes i målarlära i Aarhus, studerade sedan vid konstakademien i Köpenhamn 1880–1884 och utvecklade sig till en av Danmarks främste framställare av djur i dansk natur. Själfull teckning, stämningsfull kolorit av osökt tungsint lynne utmärker hans gedigna konst. Mols tilldelades akademiens årsmedalj 1893 och 1894. Han är representerad på Köpenhamns konstmuseum av Rovskörd (med utmärkta kor), Korna mjölkas med flera samt i Hirschsprungska galleriet av Vildgäss och tama gäss (höststämning, 1895) med flera. Göteborgs konstmuseum äger Kor i regnväder (1896), museet i Lübeck Kor, museet i Antwerpen Räddningsbåten är ute (1895; flera skisser till tavlan finns i Hirschsprungska galleriet). Under en vistelse i Paris 1908 rönte Mols starka impulser av moderna kolorister. Som resultat av dessa intryck kan nämnas Kalkoner (1909) och Kommer du, gamle! (1910). Mols var även porträttmålare. Han var 1909-1917 medlem av Akademirådet.